# Myrtle Creek
Myrtle Creek är en stad i Douglas County i Oregon. Vid 2010 års folkräkning hade Myrtle Creek 3 439 invånare.

## Kända personer från Myrtle Creek
- Jeff Merkley, politiker